# Diopsiulus greeni
Diopsiulus greeni är en mångfotingart som beskrevs av Carl 1941. Diopsiulus greeni ingår i släktet Diopsiulus och familjen Stemmiulidae. Inga underarter finns listade i Catalogue of Life.